# Averdon
Averdon és un municipi francès, situat al departament del Loir i Cher i a la regió de Centre – Vall del Loira. L'any 2007 tenia 705 habitants.

## Demografia

### Població
El 2007 la població de fet d'Averdon era de 705 persones. Hi havia 270 famílies, de les quals 44 eren unipersonals (16 homes vivint sols i 28 dones vivint soles), 103 parelles sense fills, 111 parelles amb fills i 12 famílies monoparentals amb fills.
La població ha evolucionat segons el següent gràfic:
Habitants censats

### Habitatges
El 2007 hi havia 297 habitatges, 270 eren l'habitatge principal de la família, 15 eren segones residències i 12 estaven desocupats. 289 eren cases i 8 eren apartaments. Dels 270 habitatges principals, 252 estaven ocupats pels seus propietaris i 18 estaven llogats i ocupats pels llogaters; 1 tenia una cambra, 8 en tenien dues, 30 en tenien tres, 76 en tenien quatre i 155 en tenien cinc o més. 239 habitatges disposaven pel capbaix d'una plaça de pàrquing. A 82 habitatges hi havia un automòbil i a 171 n'hi havia dos o més.

### Piràmide de població
La piràmide de població per edats i sexe el 2009 era:
| Homes | Edats   | Dones |
| ----- | ------- | ----- |
| 0     | 95 o +  | 4     |
| 0     | 90 a 94 | 0     |
| 4     | 85 a 89 | 0     |
| 0     | 80 a 84 | 4     |
| 16    | 75 a 79 | 4     |
| 8     | 70 a 74 | 20    |
| 12    | 65 a 69 | 12    |
| 12    | 60 a 64 | 8     |
| 20    | 55 a 59 | 20    |
| 20    | 50 a 54 | 32    |
| 52    | 45 a 49 | 28    |
| 16    | 40 a 44 | 24    |
| 24    | 35 a 39 | 32    |
| 24    | 30 a 34 | 28    |
| 4     | 25 a 29 | 20    |
| 12    | 20 a 24 | 12    |
| 16    | 15 a 19 | 24    |
| 36    | 10 a 14 | 16    |
| 32    | 5 a 9   | 8     |
| 12    | 0 a 4   | 20    |

## Economia
El 2007 la població en edat de treballar era de 456 persones, 337 eren actives i 119 eren inactives. De les 337 persones actives 322 estaven ocupades (170 homes i 152 dones) i 15 estaven aturades (7 homes i 8 dones). De les 119 persones inactives 62 estaven jubilades, 31 estaven estudiant i 26 estaven classificades com a «altres inactius».

### Ingressos
El 2009 a Averdon hi havia 271 unitats fiscals que integraven 730,5 persones, la mediana anual d'ingressos fiscals per persona era de 19.977 €.

### Activitats econòmiques
Dels 22 establiments que hi havia el 2007, 2 eren d'empreses extractives, 6 d'empreses de construcció, 4 d'empreses de comerç i reparació d'automòbils, 3 d'empreses de transport, 1 d'una empresa d'hostatgeria i restauració, 1 d'una empresa d'informació i comunicació, 1 d'una empresa financera, 2 d'empreses immobiliàries, 1 d'una empresa de serveis i 1 d'una empresa classificada com a «altres activitats de serveis».
Dels 3 establiments de servei als particulars que hi havia el 2009, 2 eren paletes i 1 fusteria.
L'any 2000 a Averdon hi havia 25 explotacions agrícoles.

## Equipaments sanitaris i escolars
El 2009 hi havia una escola elemental integrada dins d'un grup escolar amb les comunes properes formant una escola dispersa.

## Poblacions més properes
El següent diagrama mostra les poblacions més properes.